# Наурыз Банк Казахстан
АО «Наурыз Банк Казахстан» — коммерческий Банк в Казахстане, признан банкротом в 2005 году.

## Руководство
Председатель правления — Оразалы Ержанов 23 декабря 2005 объявлен в международный розыск, с мерой пресечения арест, по обвинению в создании организованной преступной группы и хищении около 3,4 миллиарда тенге (около 30 миллионов долларов по курсу 2004 года).
Был задержан 1 марта 2010 года в Москве. 19.01.2012 приговорен к пяти годам тюрьмы.
Согласно письму на имя президента Казахстана — И. Тасмагамбетов в период руководства правительством страны совместно с президентом ОАО «Казахстан темир жолы» Ерланом Атамкуловым договорились об участии в уставном капитале АО «Наурыз Банк Казахстан» и внесли первоначальный взнос. Однако позже разорвали договорённости и потребовали вернуть внесённую сумму в размере $10 млн.

## Показатели
- на 1 октября 2005 года совокупные активы Наурыз банка 10,3 млрд тенге (около 83 млн долл.).[6]

На момент банкротства
- Количество вкладчиков — физических лиц «Наурыз Банка» составляло — 20486 человек
- Общая сумма вкладов физических лиц в «Наурыз Банке» составляет чуть более 1 миллиарда 900 миллионов тенге[7]
- имел 17 областных и региональных филиалов[8]
- По оценкам АФН, минимальная сумма, необходимая для оздоровления Наурыз банка, составляла $50 млн.[9]
- По состоянию на 1 декабря 2004 года собственный капитал данного банка имел отрицательное значение в сумме 1,938 млрд тенге.[9]
- Среди вкладчиков банка по всей республике более сотни участников Великой Отечественной войны.[8]
- его доля на рынке — 0,6 %[6]

## История
«Казагропромбанк» находился в режиме консервации с 1 декабря 2000 года в связи со сложившимися отрицательными результатами деятельности.
В марте 2001 года «Казагропромбанк» был перерегистрирован под названием «Наурыз Банк Казахстан».
который
- В ноябре 2004 года Наурыз банк был законсервирован «для оздоровления его финансового положения и улучшения качества работы».[1]

16 ноября 2005 года — ликвидирован решением экономического суда
с 14 декабря 2005 по 14 июня 2006 года проходили выплаты депозитов ликвидированного банка через филиалы победителя конкурса по выбору банка-агента АО «БанкТуранАлем». После этого срока вкладчики «Наурыз Банка» могли обратиться за получением своих денег непосредственно в КФГД.